# Scarus guacamaia
Scarus guacamaia es una especie de peces de la familia Scaridae en el orden de los Perciformes.

## Morfología
Los machos pueden llegar alcanzar los 120 cm de longitud total y los 20 kg de peso.

## Alimentación
Come las  algas que cubren el coral y el fondo de los arrecifes de coral.

## Distribución geográfica
Se encuentra desde Bermuda, Florida (Estados Unidos) y Bahamas hasta Argentina. Ausente del norte del golfo de México.